# Azriel von Gerona
Azriel von Gerona, auch Azriel ben Menahem (hebräisch: עזריאל בן מנחם) (geboren 1160 in Girona; gestorben um 1238) war ein Rabbiner und einer der wichtigsten Kabbalisten der katalanischen Stadt Girona (spanisch Gerona) nördlich von Barcelona im 13. Jahrhundert, als diese ein bedeutendes Zentrum der Kabbala-Bewegung war. Er war der Lehrer  der Leitfigur, der dortigen kabbalistischen Gemeinschaft, des Arztes und Philosophen, Nachmanides (RaMBaN).

## Leben und Wirken
Azriel ibn Menahem ibn Ibrahim at-Tarās wurde im katalonischen Girona – dem Königreich Aragón zugehörig – als Sohn der Familie at-Taras, (arabisch التاراس bzw. hebräisch אלתראס), geboren. Sein Vater war Rabbiner. In jungen Jahren zog Azriel nach Südfrankreich, wo er bei Isaak dem Blinden studierte. Azriel war der wichtigste Schüler des Mystikers Isaak des Blinden. Azriel bereiste sodann das restliche Spanien und lehrte seine kabbalistischen Ansichten. In späteren Jahren kehrte er nach Girona zurück, wo er eine kabbalistische Schule gründete. Zu seinen wichtigsten Schülern zählten direkt Nachmanides und indirekt Abraham Zacuto. Isaak der Blinde widersetzte sich später Azriels offener Verbreitung kabbalistischer Lehren in weiteren Kreisen. Der Dichter Schlomo ben Meschullam de Piera rühmte Azriel als den größten Kabbalisten Spaniens.
Seine Schriften kreisten um Themen wie den Sephiroth und befassten sich mit der mystischen Interpretation der jüdischen Liturgie und der Aggada. Er versuchte, die philosophische Arbeit von Solomon ibn Gabirol in die 10 Sephiroth zu integrieren.
Während sein Lehrer Isaak der Blinde lehrte, dass der Heilige Gedanke die erste übernatürliche Qualität sei, die aus dem En Sof (oder Ewiges Sein) emanierte, erklärte Azriel den Heiligen Willen zur ersten Emanation. Demnach wäre der Akt des Willens und nicht der Akt der Vernunft die erste Manifestation von Gottes ewigem Sein.
Seine Lehre inspirierte laut Gershom Scholem den protestantischen Theosophen Jacob Böhme.

## Werke
- Shaar ha-Shoel (hebräisch שער השואל), „Das Tor des Fragenden“, eine Erklärung der Lehre der zehn Sefirot in Frage-und-Antwort-Form, ergänzt durch Azriels persönlichen Kommentar
- Perush Sefer Yetzirah (hebräisch פירוש ספר יצירה) ein Kommentar zum Sefer Jetzira, dem „Buch der Schöpfung“.
- Perush Aggadot (hebräisch פירוש אגדות), ein Kommentar zu den Aggadot, das sind narrative oder erzählerische Elemente des Talmuds und der Midraschim, die oft lehrreiche oder moralische Erzählungen enthalten.
- Perush Tefillah (hebräisch פירוש תפילה), Auslegungen und Erklärungen zu den Gebeten, insbesondere dem jüdischen Gottesdienst.